# 橋爪遼
橋爪 遼（はしづめ りょう、1986年11月21日 - ）は、日本の俳優。東京都出身。

## 家族・親族
父は同じく俳優の橋爪功。妹の橋爪渓も女優として活動している。妹の他に20歳年上の異母兄（父・功が前妻との間にもうけた子）橋爪貴明がいる。祖父・橋爪徳松は大阪電気商会の重役を務めた。

## 逮捕とその影響
2017年（平成29年）6月2日に覚せい剤取締法違反（所持）の現行犯で逮捕された。また、それに伴い所属事務所は橋爪を翌日付で専属契約解除（解雇）処分とした。11月13日、東京地裁で懲役1年6カ月・執行猶予3年の判決が下された。
この逮捕を受け、上映中だった出演映画『たたら侍』は最短で6月9日をもって上映終了となった。その後登場シーンをカットして6月17日より再上映されたが、上映館数は281館から24館へと激減した。
出演ドラマ『やすらぎの郷』は同年6月4日付で降板となり、番組公式サイトからも役柄および氏名が削除され、収録済みの橋爪の出演部分を全てカットするなどの再編集を行い放送された。最終回では全出演者・全スタッフの名前が横ロールテロップで表示されたが、橋爪の名前はカットされた。6月6日放送の『踊る!さんま御殿!!』では顔にボカシをかける加工がなされた。
一方、同年4月にクランクアップし、公開を控えていた映画『漫画誕生』は、製作委員会の熟慮の末、更生を願って出演シーンをカットせず公開することが同年12月26日に発表された。ただ、クランクアップ時点では公開時期は2018年初夏の予定となっていたが、2018年10月の東京国際映画祭上映を経て、2019年11月30日に公開された。
2022年10月、読売新聞のインタビューで、「20代半ばぐらいから、やや仕事が少なくなり、自分の価値がわからなくなっていった」と、薬物に走った経緯を説明した。

## 回復
2017年の7月5日に保釈され、その後奈良県にある回復施設(ワンネス財団)に行き2年半施設生活を過ごしプログラムなどを受けた。施設を卒業後に奈良で一人暮らしを始め、食品工場のアルバイトを経験する。その前には食べ放題の焼き肉店でもアルバイトを経験。高校時代から俳優業に努めていたため、それまでアルバイトの経験は無かった。
その後、オンラインの自助グループにいた塚本堅一や仲間の一人が橋爪が依存症の啓発や予防教育に努めたがっていることを、高知東生などに伝えてくれ、2022年9月頃に東京に行き高知東生などに面会し繋がり、2週間後にグット・プレス賞に出ることが決まった。同年10月4日に東京・大手町の日経カンファレンスルームで「依存症の正しい報道を求めるネットワーク」主催のグット・プレス賞2020（雑誌部門）の授賞式が行われ、特別ゲストとして登壇した。事件後、初めてメディアの前に登場する機会だった。
その後、公益社団法人「ギャンブル依存症問題を考える会」で行われる、ギャンブル依存症セミナーやイベント等にゲストとし登場するようになり、高知東生や杉田あきひろなどと共に依存症の啓発や予防教育に努めている。
2023年11月3日・11月4日に渋谷ユーロライブにて行われた「ネットシネマフェスティバル2023」にて上映された短編映画「いのちの明日〜the dignity of life〜」に医師の市原佑希役とし出演し、第13回ゴールデンエッグプロジェクト～優秀男優賞1位～を受賞。2024年5月24日～5月26日にデンマークのコリングで開催された「Japan Denmark Film Festival」作品が入選。また2024年6月28日に開かれた「International New York Film Festival」にも作品が入選し現地での上映がされた。USのオンライン映画祭 Arthouse Festival of Beverly hills June 2024で「いのちの明日」が最優秀インターナショナルショート賞（Best INTL Short）を受賞 Winners – June 2024 – Beverlysy hills。
2024年6月29日から上映中のナカムラサヤカ監督の映画「アディクトを待ちながら」にサラリーマンの吉永役とし出演。実際の依存症者が多数出演する作品となり、「ギャンブル依存症問題を考える会」の代表を務める田中紀子がプロデューサーであり、依存症に苦しむ人々をこの世から無くしたいという思いで作られた作品である。

## 出演

### テレビドラマ
- 水曜プレミア「家栽の人」（2004年、TBS）
- ドラゴン桜（2005年、TBS） - 栗山祥太 役
- 1リットルの涙（2005年、フジテレビ） - 中原慶太 役
- 月曜ミステリー劇場 警視庁三係 吉敷竹史シリーズ2 灰の迷宮（2006年、TBS） - 佐々木浩一 役
- ガチバカ!（2006年、TBS） - 御木本健児 役
- 黒い太陽（2006年、テレビ朝日） - 嶋光作 役
- のだめカンタービレ（2006年、フジテレビ） - 木村智仁 役
- 忠臣蔵 瑤泉院の陰謀（2007年、テレビ東京） - 吉良義周 役
- 白虎隊（2007年、テレビ朝日） - 石田和助 役
- めぞん一刻（2007年、テレビ朝日） - 坂本 役
- ジャッジ 〜島の裁判官奮闘記〜（2007年、NHK） - 瀬戸幸彦 役
- シバトラ〜童顔刑事・柴田竹虎〜（2008年、フジテレビ） - 落合建夫 役
- めぞん一刻2（2008年、テレビ朝日） - 坂本 役
- ジャッジII 〜島の裁判官奮闘記〜（2008年10月-11月、NHK） - 瀬戸幸彦 役
- 松本清張生誕100年特別企画・疑惑 （2009年1月、テレビ朝日） - 野島秀夫 役
- 夏の秘密（2009年6月-8月、東海テレビ・フジテレビ） - 井口雄介 役
- 仮面ライダーW　第11話（2009年、テレビ朝日） - 山村康平 役
- 水戸黄門（TBS / C.A.L）
  - 第42部 - 翁屋与市兵衛 役
    - 第1話「お前は助さん 俺は格さん -江戸-」（2010年10月11日）
    - 第16話「一触即発、お家騒動！ -高松-」（2011年2月7日）

  - 最終回スペシャル（2011年12月19日） - 与市兵衛 役
- てのひらのメモ（2010年10月23日、NHK） - 森口裕輔 役
- 坂の上の雲（2010年12月、NHK） - 乃木保典 役
- 私が初めて創ったドラマ「ギャップ ザ バック」（2011年3月4日、テレビマンユニオン）
- 新・示談交渉人 裏ファイル（2011年3月7日、TBS） - 矢崎真人 役
- 遺留捜査 第10話（2011年6月15日、テレビ朝日） - 山崎悟 役
- 京都地検の女（2011年8月4日、テレビ朝日） - 井川正幸 役
- 戦国★男士（2011年10月-2012年3月、テレビ神奈川 他） - 豊臣秀頼 役
- Wの悲劇（2012年、テレビ朝日） - 浅川公樹 役
- 特命戦隊ゴーバスターズ（2012年4月15日、テレビ朝日） - 本村カズヤ 役
- 梅ちゃん先生 （2012年4月2日 - 9月29日、NHK） - 田口 役
- 科捜研の女 第12シリーズ 第8話（2013年3月7日、テレビ朝日） - 野村譲 役
- 殺しの女王蜂 第5話（2013年11月1日、テレビ東京） - 下川マサオ 役
- 八重の桜（2013年、NHK） - 明石博高 役
- LEADERS リーダーズ（2014年3月22日・23日、TBS） - 梅谷守 役
- TEAM -警視庁特別犯罪捜査本部- 第3話（2014年4月30日、テレビ朝日） - 朝比奈徹平 役
- 55歳からのハローライフ 第1話（2014年6月14日、NHK） - 富裕進武 役
- 警視庁捜査一課9係 season10 第7話（2015年6月10日、テレビ朝日） - 田北良平 役
- OLですが、キャバ嬢はじめました（2016年6月 - 7月、MBS・TBS系） - 横山保 役[16]
- 獄医立花登手控え 第1シリーズ 最終回（2016年7月1日、NHK BSプレミアム） - 芳次郎 役
- 模倣犯（2016年9月21・22日、テレビ東京） - 黒田刑事 役
- 月曜名作劇場「新・十津川警部シリーズ1 伊豆・下田殺人ルート」（2017年1月23日、TBS） - 広田刑事 役
- 土曜ワイド劇場 「監察官・羽生宗一5」（2017年4月1日、テレビ朝日） - 本岡勇樹 役
- やすらぎの郷（2017年4月 - 6月、テレビ朝日） - 竜村剛 役
- 誤差（2017年5月10日、テレビ東京） - 細野直樹 役

### 映画
- 恋は五・七・五!（2004年） - 山岸実 役
- 青空のゆくえ（2005年） - 矢島信二 役
- 男たちの大和/YAMATO（2005年） - 海軍特別年少兵・児島義晴 役
- アオグラ AOGRA（2006年） - 伝法寺義春 役
- クローズZERO （2007年） - 本城俊明 役
- うん、何?（2008年）主演 - 須賀鉄郎 役
- クローズZERO II（2009年） - 本城俊明 役
- 学校をつくろう（2011年） - 鳩山和夫 役
- 劇場版 ほんとうにあった怖い話 プレミアム 呪いの動画（2012年）
- たたら侍（2017年） - 熊吉 役
- 漫画誕生（2019年） - 北沢楽天（青年時代） 役[11][12][13][14][17]
- いのちの明日〜the dignity of life〜（2023年） - 市原佑希 役
- アディクトを待ちながら（2024年） - 吉永 役
- シェーク・ハリス監督ー奇跡みたいー（2024年）

### CM
- 高知県限定　ギャンブル依存症啓発CM（2024年）- サラリーマン　役

### MV
- 田中聖 - RESTART（2024年）

### 舞台
- 歩兵の本領　〜紀伊國屋サザンシアター〜（2005年）
- FABRICA〔12.0.1〕-BABY　BLUE-　〜新宿シアタートップス〜（2007年）
- 混じりあうこと、消えること　〜新国立劇場〜（2008年） - 少年 役
- わらしべ夫婦双六(すごろく)旅　〜東銀座　新橋演舞場〜（2008年） - 橘爪 役